# Ghent Ridge
Ghent Ridge är en bergstopp i Antarktis. Den ligger i Östantarktis. Nya Zeeland gör anspråk på området. Toppen på Ghent Ridge är 604 meter över havet.
Terrängen runt Ghent Ridge är huvudsakligen kuperad, men åt sydväst är den bergig. Trakten är obefolkad. Det finns inga samhällen i närheten. 